# Dragun
Dragun är en kommun och ort i Landkreis Nordwestmecklenburg i förbundslandet Mecklenburg-Vorpommern i Tyskland.
I kommunen finns orterna Dragun, Drieberg, Drieberg Dorf, Neu Dragun och Vietlübbe.
Kommunen ingår i kommunalförbundet Amt Gadebusch tillsammans med kommunerna Gadebusch, Kneese, Krembz, Mühlen Eichsen, Roggendorf, Rögnitz och Veelböken.